# Jean-Paul Philippon
Pour les personnes ayant le même patronyme, voir Philippon.
Jean-Paul Philippon, né le 17 août 1945, est un architecte du patrimoine français. Il est secrétaire général de l'Académie d'architecture.

## Parcours professionnel
En 1977, Jean-Paul Philippon exprime son point de vue sur le devenir du patrimoine urbain dans sa recherche « métamorphose de l’objet architectural » pour le ministère de la Culture.
Ses travaux concernent des œuvres sensibles du patrimoine du XXe siècle : la gare d'Orsay, le projet urbain du centre de Roubaix et le musée La Piscine, l'École nationale supérieure d'architecture de Paris-Belleville, la piscine Molitor, les bains municipaux de Strasbourg.
Avec Pierre Colboc et Renaud Bardon auxquels il s’est associé au sein d’ACT Architecture, il remporte le concours pour la reconversion de la gare d’Orsay en musée. Après la réalisation du musée d’Orsay, en 1986, il poursuit son travail dans l'atelier d’architecture qui porte son nom.

Musée de Quimper
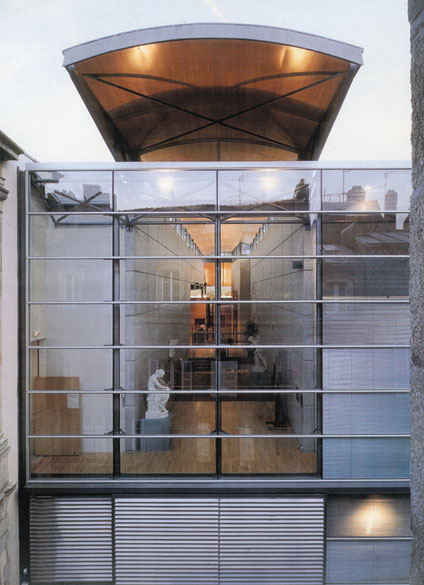
Extérieur du musée.
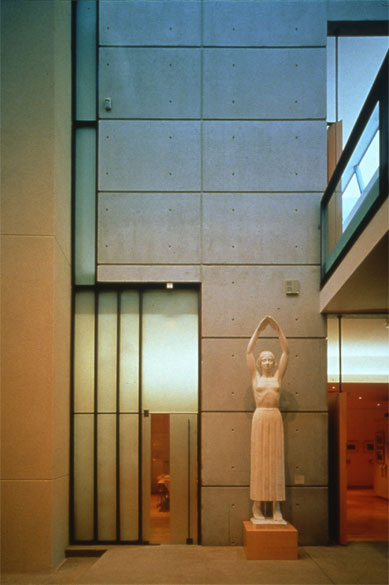
Intérieur du musée.

Comme autres restructurations et extensions remarquées figurent le musée des beaux-arts de Quimper et La Piscine à Roubaix (2001). Il travaille au devenir du programme balnéaire des bains municipaux de Strasbourg. Son étude de faisabilité d'un nouvel équipement balnéaire dans la piscine Molitor devrait contribuer à sauver cet édifice de Lucien Pollet datant de 1929 de la ruine.

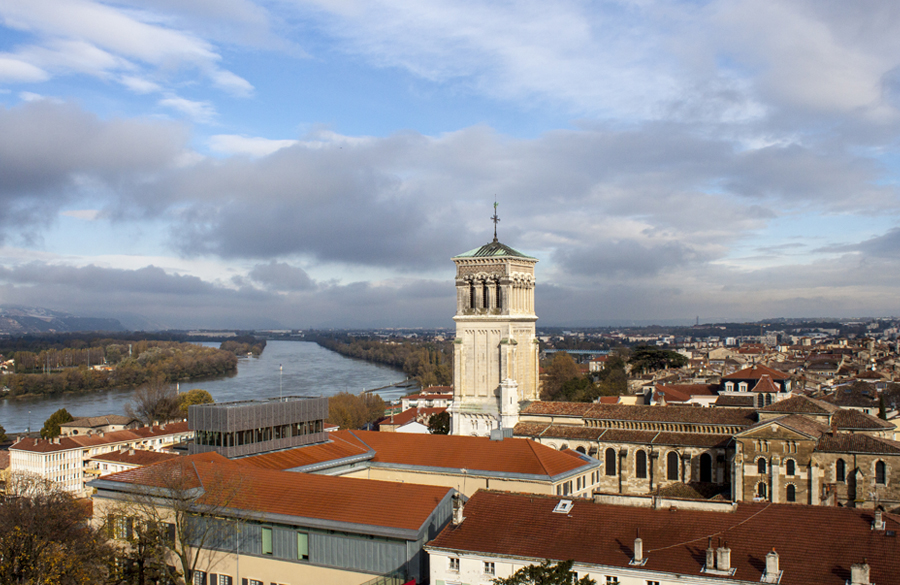
Musée d'art et d'archéologie de Valence.

Jean-Paul Philippon a réalisé l'ENSAPB pour le ministère de la Culture en transformant l'ancien lycée Diderot, boulevard de la Villette, puis l'extension de l'hôpital Saint-Louis accueillant le service des grands brûlés pour l'APHP. Il est également chargé de l'extension du musée d'art et d'archéologie de Valence entre 2009 et 2013.
En 2016, il réalise à Saint-Père-sous-Vézelay le bâtiment d'accueil du site archéologique des Fontaines Salées.
En 2018, il agrandit le musée d’art et d’industrie de Roubaix, La Piscine.
Actuellement, il fait une étude d’évaluation sur monument historique pour le château de Joux, forteresse aux cinq enceintes — du XIIe à la fin du XIXe siècle — situé près de Pontarlier.

## Commentaire
« C’est un travail d’une portée humaine authentiquement populaire. Le mot ici n’est pas galvaudé, il n’est que de voir le plaisir pris par les gens à goûter ces objets […] devenus les leurs, dans la splendeur de ces lieux devenus leur salon, à eux. D’évidence une telle affluence (calme), un dimanche, ne peut être que celle des gens qui aiment ou ont aimé, et qui reviennent, et ça se voit. Que ça se sente à ce point, c’est d’une rareté… »

## Réalisations

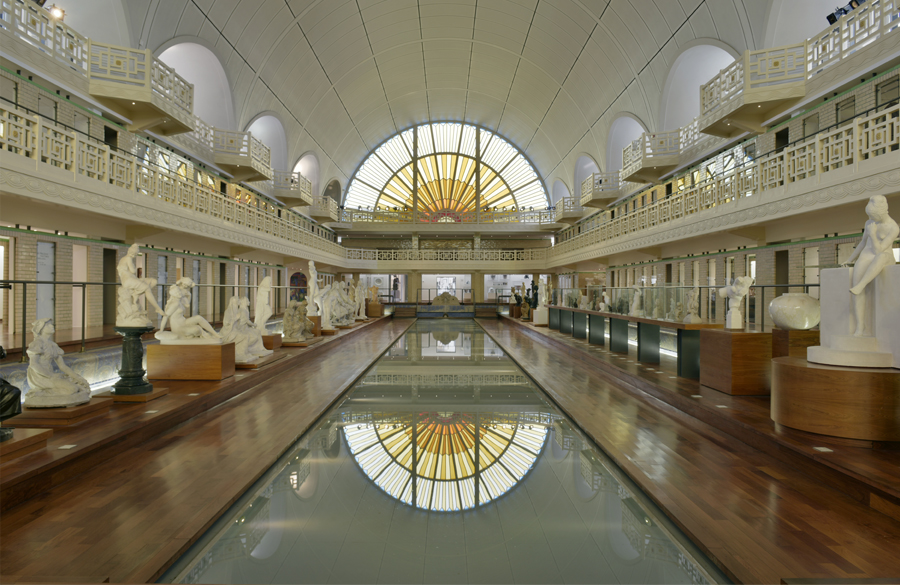
La Piscine, Roubaix, le bassin.
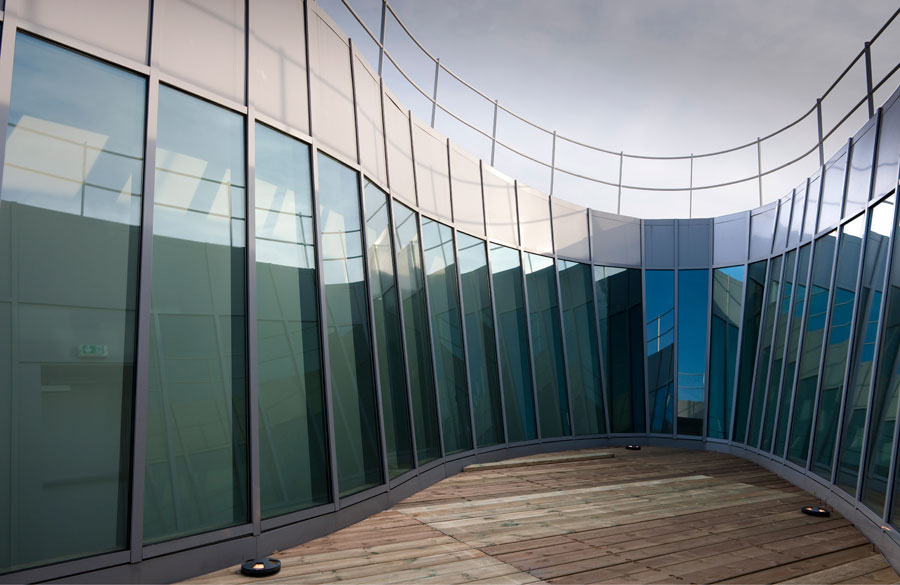
Hôpital Saint-Louis, cour de l'hôpital.
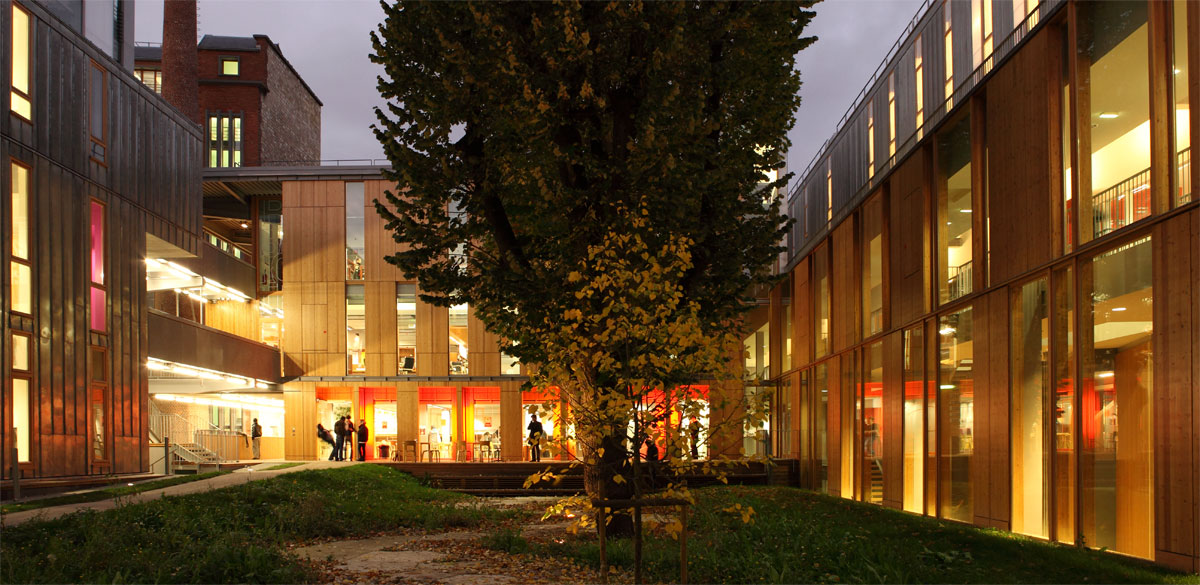
ENSAPB, Cour intérieure.
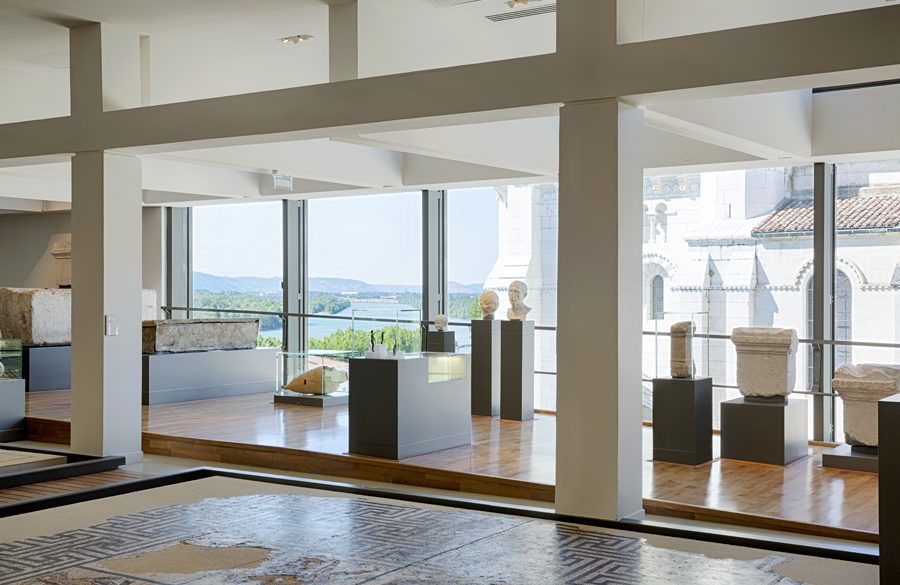
Musée de Valence, galerie du musée.